# Express de Fredericton
L'Express de Fredericton est une franchise de hockey sur glace qui évoluait dans la Ligue américaine de hockey, championnat nord-américain de 1981 à 1988.

## Historique
L'équipe évoluait à Fredericton dans la province du Nouveau-Brunswick et a existé de 1981 à 1988. Elle était alors affiliée aux Nordiques de Québec et aux Canucks de Vancouver, toutes deux équipes de la Ligue nationale de hockey.
L'équipe n'a joué qu'une seule fois la finale de la Coupe Calder lors de sa dernière saison, finale perdue contre les Bears de Hershey en quatre matchs.
La franchise déménage à Halifax en 1988 pour devenir les Citadels.

## Statistiques
| No | Saison    | PJ | V  | D  | N | DP | BP  | BC  | Pts | Classement        | Séries éliminatoires                                                   | Entraîneur     |
| -- | --------- | -- | -- | -- | - | -- | --- | --- | --- | ----------------- | ---------------------------------------------------------------------- | -------------- |
| 1  | 1981-1982 | 80 | 20 | 55 | 5 | 0  | 275 | 408 | 45  | 1874              | Non qualifiés                                                          | Jacques Demers |
| 2  | 1982-1983 | 80 | 45 | 27 | 8 | 0  | 348 | 284 | 98  | 1er division Nord | 4-2 Red Wings d'Adirondack 2-4 Mariners du Maine                       | Jacques Demers |
| 3  | 1983-1984 | 80 | 45 | 30 | 5 | 0  | 340 | 262 | 95  | 1er division Nord | 3-4 Voyageurs de la Nouvelle-Écosse                                    | Earl Jessiman  |
| 4  | 1984-1985 | 80 | 36 | 36 | 8 | 0  | 279 | 301 | 80  | 2e division Nord  | 2-4 Canadiens de Sherbrooke                                            | Earl Jessiman  |
| 5  | 1985-1986 | 80 | 35 | 37 | 8 | 0  | 319 | 311 | 78  | 4e division Nord  | 2-4 Red Wings d'Adirondack                                             | André Savard   |
| 6  | 1986-1987 | 80 | 32 | 43 | 0 | 5  | 292 | 357 | 69  | 6e division Nord  | Non qualifiés                                                          | Ron Lapointe   |
| 7  | 1987-1988 | 80 | 42 | 27 | 8 | 3  | 370 | 318 | 95  | 2e division Nord  | 4-2 Canadiens de Sherbrooke 4-1 Mariners du Maine 4-0 Bears de Hershey | Ron Lapointe   |

## Entraîneurs
L'Express a eu plusieurs entraîneurs au cours de ces sept saisons. Le plus célèbre étant Jacques Demers qui gagne le trophée Louis-A.-R.-Pieri du meilleur entraîneur en 1983. Les autres entraîneurs furent les suivants :
- 1983 à 1985 : Earl Jessiman
- 1985 à 1986 : André Savard
- 1986 à 1988 : Ron Lapointe